# Ignasi Vergara

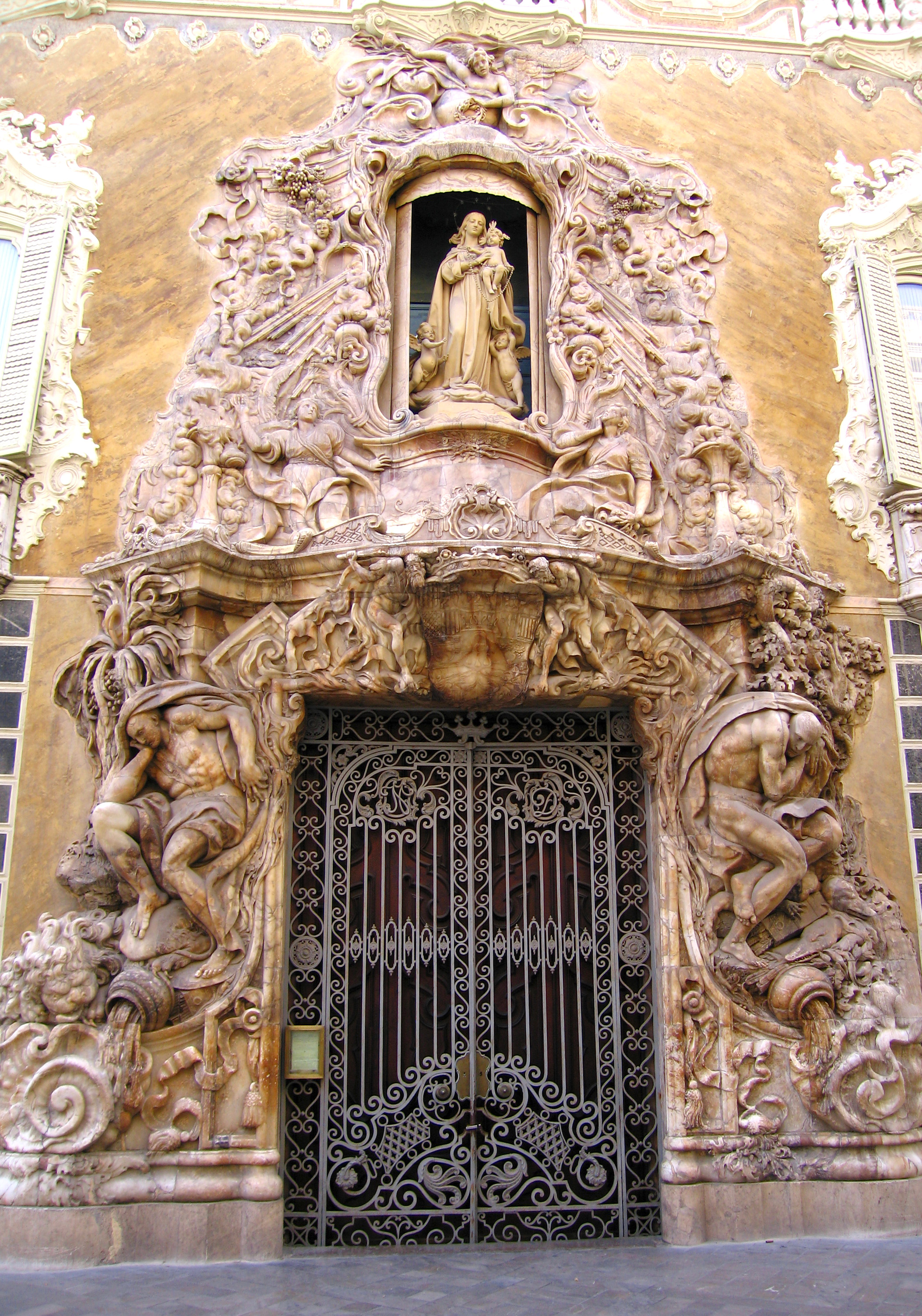
Portada del Palau del Marqués de Dosaigües.

Ignasi Vergara Gimeno (València, 1715 — València, 1775) va ser un escultor valencià. Considerat un dels millors escultors valencians del segle xviii, fou deixeble de son pare Francesc Vergara i d'Evarist Muñoz, influint també en la seua formació artística, Konrad Rudolf.

## Biografia
Junt amb el seu germà Josep, va intervindre en la creació de la fundació de l'Acadèmia de Santa Bàrbara, origen de la Reial Acadèmia de Belles Arts de Sant Carles i Escola de les Nobles Arts a València; va comptar amb els títols acadèmics de director general de la dita acadèmia i amb el d'acadèmic de mèrit de la de San Fernando de Madrid.
La seua obra mestra correspon a la portada del Palau del Marqués de Dosaigües de València, realitzada en 1744, seguint el disseny d'Hipòlit Rovira, en estil rococó; el marbre pertany a les pedreres de Ninyerola de Picassent. La iconografia d'aquest conjunt escultòric evoca la memòria de Pietro da Cortona, elaborada amb elements entrellaçats de la naturalesa i figures humanes de robusta contextura.
Va esculpir per a la portada barroca de la catedral de València un grup d'àngels venerant el nom de Maria. El seu aire encara rococó s'aprecia en les formes de les escultures que s'alcen en la façana de l'església de les Escoles Pies de València, dedicades a Sant Joaquim, Sant Josep i el Xiquet i Santa Anna i la Mare de Déu, a més de les escultures en l'interior del temple representant els quatre evangelistes sobre la rematada de l'altar major.
Destaca el seu particular academicisme en la realització de l'escultura de Sant Antoni Abat de la portada de l'església de Sant Martí de València, realitzada entre 1750-1751 i en la de Sant Bru en la capella de la Universitat de València.
Altres produccions llaurades en fusta són la Mare de Déu de Portacoeli en la catedral de València, Sant Pere d'Alcàntera en el convent de Sant Pasqual a Vila-real i les imatges de Sant Jeroni i San Francesc adorant el Crucifix.
Consideració a banda mereix una de les seues escultures més clasiscistes, corresponent a la segona meitat del segle xviii representant l'al·legoria de Carles III acompanyat de la Justícia i la Prudència que culmina l'actual Palau de Justícia de València.